# Florence Mangin
Florence Mangin, née le 14 décembre 1958 à Paris, est une diplomate française de carrière, ambassadrice de France au Portugal de 2019 à 2022, puis ambassadrice près le Saint-Siège depuis mars 2022.

## Biographie
Diplômée d'une maîtrise d'histoire de l'université Paris I Panthéon-Sorbonne, du Centre universitaire des études européennes de l'université Paris IV Sorbonne et de l'Institut d'études politiques de Paris, Florence Mangin commence sa carrière en tant que responsable du bureau pour l’Afrique australe à la Direction des affaires africaines et malgaches au ministère des Affaires étrangères en 1983. Elle sert ensuite comme première secrétaire à l'ambassade de France en Côte d’Ivoire de 1986 à 1988.
Ancienne élève de l'École nationale d'administration en 1992 (promotion Condorcet), elle est mise à disposition du comité interministériel EUREKA, à Paris, en tant que chargée de mission auprès du secrétariat général pendant la présidence française de ce programme européen. De 1993 à 1996, elle est chargée des politiques communautaires à la Direction de la Coopération européenne au ministère des Affaires étrangères.
En 1996, elle rejoint la Représentation permanente de la France auprès de l'Union européenne à Bruxelles en tant que conseillère sur les dossiers relatifs au marché intérieur. Elle revient à Paris en 1997 comme conseillère technique pour les affaires européennes au cabinet du Premier ministre, Lionel Jospin, jusqu'en 2002. Elle devient ensuite, en 2002, sous-directrice chargée de la mission sur l’avenir institutionnel de l’Union européenne, au ministère des Affaires étrangères. De 2004 à 2008, elle est conseillère auprès de l'ambassade de France en Italie.
Elle est nommée en 2009 ambassadrice, représentante permanente de la France auprès de l’Office des Nations Unies et des Organisations internationales à Vienne (Autriche), et occupe ce poste jusqu'en 2012.
Florence Mangin exerce en 2013 la fonction de directrice des relations institutionnelles et de la coopération européenne et internationale à la Caisse des dépôts et consignations, puis en 2014, celle de coordinatrice pour la cybersécurité et les données publiques auprès du secrétaire général du ministère des Affaires étrangères et du développement international.
De 2015 à 2019, elle est directrice pour l’Europe continentale au ministère de l’Europe et des Affaires étrangères (sur les Balkans, la Russie et ses voisins). Elle est aussi nommée en même temps haute fonctionnaire pour l’égalité des droits en 2017.
Elle est nommée en avril 2019 ambassadrice extraordinaire et plénipotentiaire auprès de la République portugaise. Parlant couramment l'anglais et l'italien, ayant des connaissances en allemand, elle apprend le portugais.
Trois ans plus tard, elle est proposée début mars 2022 pour le poste d'ambassadeur de France près le Saint-Siège. Après l'agrément rapide du Saint-Siège, elle est nommée le 28 mars 2022 ambassadrice extraordinaire et plénipotentiaire de la République française auprès du Saint-Siège,. Succédant à Élisabeth Beton-Delègue, elle est la deuxième femme ambassadrice auprès du Saint-Siège ; à ce poste, Florence Mangin contribue à organiser la canonisation des Français Charles de Foucauld, Marie Rivier et César de Bus.

## Distinctions et décorations honorifiques
- Officière de l'ordre national du Mérite Elle est faite chevalière (2006)[6], puis promue officière (2014)[7].
- Chevalière de la Légion d'honneur (2010)[8].
- Grand-croix de l'ordre du Mérite du Portugal (2022)[9]